# Lanzaperfume

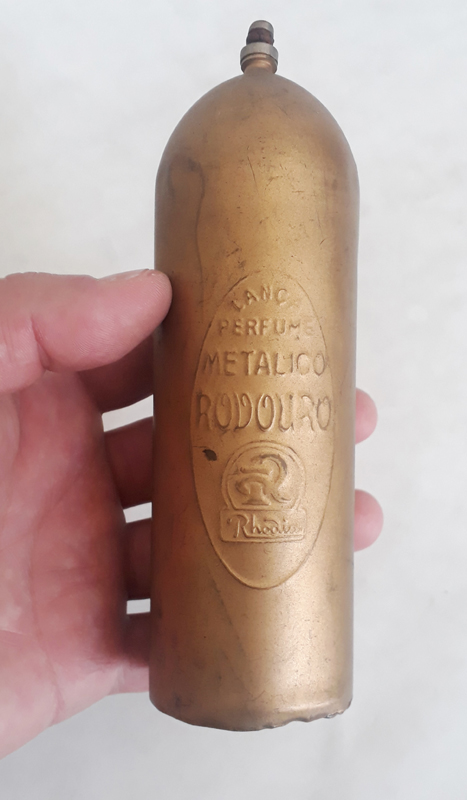
Antiguo frasco metálico de lanzaperfume producido por la empresa Rhodia.

El lanzaperfume, o simplemente lanza es un aromatizador de ambientes vendido en formato de aerosol que es usado principalmente como droga recreacional de tipo inhalante por su contenido de éter y cloroformo. Es un solvente aromático muy inflamable.
Su uso como droga recreacional fue popular en Brasil, país en que su fabricación, comercialización y uso es ilegal desde la década de 1960.

## Composición
Está compuesta por éter, cloroformo y cloruro de etilo. 

## Historia
La droga comenzó a ser fabricada por la empresa francesa Rhodia y exportado a Brasil desde la sede de la empresa en Argentina a principios del siglo XX.[cita requerida] En 1922 se fabricó el Lanzaperfume en Brasil en una fábrica instalada en São Bernardo do Campo. El mismo se comercializaba con la marca Rodouro y se popularizó en los carnavales de Río de Janeiro, al punto de ser considerada la droga del carnaval. Finalmente fue prohibida en Brasil en 1961. El producto venía en unos envases de vidrio largos tipo sifón de soda con su pico dosificador, lo cual facilitaba su consumo por dosis. Años después se conseguían en Paraguay y los comercializaban dentro de los encendedores para poder contrabandearlos a Brasil, ya que allí está prohibido.

## Características
Luego de inhalada tarda unos segundos en hacer efecto y este dura entre unos 5-15 minutos.

### Efectos
- Desinhibición
- Percepción distorsionada
- Somnolencia
- Excitación

### Efectos adversos
- Irritación en los ojos
- Dolor de cabeza
- Náuseas
- Desmayos
- Ataques de pánico a posteriori
- Agorafobia o "sensación de ahogo"
- Deshidratación
- Vómitos
- Insensibilidad en algunas partes del cuerpo como Piernas o Brazos
- Miedo intenso

### Efectos a largo plazo
Compromete principalmente el sistema nervioso central, produciendo a corto plazo falta de concentración, déficit en la memoria y destrucción de neuronas.